# Зноїле (Камник)
Зноїле (словен. Znojile) — поселення в общині Камник, Осреднєсловенський регіон, Словенія. Висота над рівнем моря: 587,8 м.